# 周道剛
周 道剛（しゅう どうごう）は、中華民国の軍人。川軍（四川軍）の有力指揮官。字は蓁池。

## 事跡
四川武備学堂を卒業後、日本へ留学する。陸軍士官学校第3期歩兵科で学んだ。卒業後に帰国し、四川陸軍学堂監督、四川新軍管帯、第33協第65標標統などを歴任する。
1912年（民国元年）、四川都督署陸軍部長をつとめる。まもなく北京総統府諮議官に異動した。また、進歩党にも入党している。
1916年（民国5年）、護国戦争に際して蔡鍔らの護国軍に呼応し、袁世凱討伐に参加した。蔡から四川軍第1師師長に任命されている。四川軍の劉存厚、雲南軍の羅佩金、貴州軍の戴戡による四川省での三つ巴の混戦を経て、1917年（民国6年）7月までに羅佩金は四川省を撤退し、戴戡も戦死する。これを受けて周道剛が北京政府から代理四川督軍に任命された。
周道剛は、勢力確保のために、長江上遊司令兼四川査弁使呉光新の援軍を受けた。しかし、顧品珍らの雲南軍の攻撃を受けて周は敗北し、同年12月には下野に追い込まれた。
日中戦争（抗日戦争）期から1948年（民国37年）3月まで国民参政会参政員を務めた。
1953年、死去。享年79。

## 注
1. ↑  『四川省志 人物志』下冊によると、1945年（民国34年）に引退としている。

## 事跡
- 四川省地方志編纂委員会編『四川省志 人物志 下冊』四川人民出版社、2001年。ISBN 7220035144。
- 徐友春主編『民国人物大辞典 増訂版』河北人民出版社、2007年。ISBN 978-7-202-03014-1。
- 劉寿林ほか編『民国職官年表』中華書局、1995年。ISBN 7-101-01320-1。
- 田子渝・劉徳軍『中国近代軍閥史詞典』档案出版社、1989年。ISBN 7-5626-0244-1。

| 先代戴戡 | 四川督軍（代理）1917年7月 - 12月 | 次代劉存厚 |